# George Motherby
George Motherby (getauft am 7. März 1731 in Bridlington (Yorkshire); † 30. Juli 1793 in Beverly (Yorkshire)) war ein englischer Mediziner und Lexikograph, und im Mai 1770 einer der ersten Ärzte, die in Königsberg in Ostpreußen Schutzimpfungen gegen Pocken durchführten.

## Leben
George Motherby war der zweite Sohn des George Motherby senior (* 20. Dezember 1688; † 1748) aus Hull und der Anne, geb. Hotham, Tochter des Robert Hotham Esq. aus Welton bei Hull. Die Mutter wird als „person of rank“ bezeichnet. George wurde im Versammlungshaus der baptistischen Gemeinde in Bridlington (Yorkshire) getauft.
Eine seiner Schwestern, Anne, heiratete den Verleger und Buchhändler George Robinson. Sein jüngerer Bruder war Robert Motherby (1736–1801), der sich als Kaufmann in Königsberg (Ostpreußen) niederließ und mit Immanuel Kant befreundet war.
Über George Motherbys Ausbildung und Werdegang ist wenig bekannt. Auf Empfehlung von Dr. John Kinian aus Leyden, Dr. Matthew Dorson aus Edinburgh und Dr. Walker wurde er am 17. Mai 1767 am katholischen King’s College in Aberdeen zum Doktor der Medizin promoviert.

## Reise nach Ostpreußen
Vermutlich machte der Kaufmann Green, mit dem Motherbys jüngerer Bruder Robert nach Königsberg gekommen war, den Arzt mit dem Philosophen Johann Georg Hamann bekannt, dessen Sohn am 10. Mai 1770 von Motherby gegen Blattern geimpft wurde. Vereinzelte Impfungen mit der Kuhpockenlymphe fanden bereits 1770 statt, auch wenn die erste wissenschaftlich beschriebene Schutzimpfung durch Edward Jenner erst auf den 4. Mai 1796 datiert wird.
Johann Georg Hamann schrieb daraufhin an Moses Mendelssohn (16. Mai 1770): „Wenn Sie Ihre Kinder lieb haben und für selbige noch die Plage der Blattern fürchten müssen, so tragen Sie keinen Augenblick Bedenken, sie dem geschickten und würdigen Mann, dem englischen Arzt, anzuvertrauen, den ich hierdurch zugleich Ihrer sympathetischen, philosophischen und ästhetischen Denkungsart auf das Nachdrücklichste empfehle.“ Auch an den Berliner Aufklärer Friedrich Nicolai verfasste Hamann ein enthusiastisches Empfehlungsschreiben für Motherby. Motherby impfte auch in zwei ostpreußischen Grafenhäusern die Kinder gegen Pocken.
Im Gegensatz zu Hamann lehnte Immanuel Kant Impfprävention gegen Blattern durch Kuhpockenmaterial ab, da er glaubte, mit dem Einimpfen werde der Mensch mit der Tiergattung „familiarisiert“ und übernehme eine Art tierische „Brutalität“; vielmehr werde die Menschheit durch die Vermischung des tierischen Contagiums mit ihrem Blut empfänglicher für tierische Krankheiten. Gegen das Impfen mit menschlicher Pockensubstanz hatte Kant nichts einzuwenden.
Friedrich Samuel Bock, der am 21. Mai 1770 seine dreijährige Tochter impfen ließ, veröffentlichte eine Broschüre, in der er von den Impfaktivitäten Motherbys in Königsberg berichtete. Darin schildert er den kinderfreundlichen Umgang des Arztes mit seinen Patienten während der Inokulation und der achttägigen Nachbehandlung. Außerdem kündigte er dessen nahe Abreise und mögliche Rückkehr und Niederlassung in Königsberg an.
Im Verlauf des Sommers impfte Motherby zwei Kinder, ein Mädchen und einen Jungen in Danzig, angeblich mit „Blattern-Eiter“, den er aus Königsberg mitgebracht hatte. Bei diesen Patienten seien die Pocken wieder aufgetreten, was das Mädchen, inzwischen sieben Jahre alt, zwei Jahre nach der Impfung das Leben kostete. Von Medizinern bestätigt wurde diese Behauptung eines reformierten Predigers nicht, mutmaßlich hatte Motherby nicht mit frischem Impfstoff gearbeitet.
Obwohl die Empfehlungsschreiben für einen Aufenthalt in Berlin vorgesehen waren und später sogar das Gerücht aufkam, er habe als Leibarzt am preußischen Hof gewirkt, ist ein Aufenthalt in Berlin nicht belegt. Jedenfalls kehrte Motherby von Danzig nach England zurück. Im März 1772 hielt er sich in Leominster auf. Hauptsächlich praktizierte er in Highgate (Middlesex).

## DasNew Medical Dictionary
In den ersten Jahren nach seiner Rückkehr ließ sich Motherby im Landhaus seines Schwagers George Robinson in Streatham nieder, der sein Verleger in London wurde. Dort verfasste er ein grundlegendes lexikalisches Werk, das unter dem Titel A New Medical Dictionary; or, General Repository of Physics zahlreiche Auflagen erlebte. Die erste Ausgabe erschien 1775 in London, die zweite Ausgabe zehn Jahre später; weitere Auflagen, die George Wallis vom Royal College of Physicians of London ergänzte und aktualisierte, folgten 1791, 1795 und 1801. 1807 erschien es unter dem Titel The New London Medical Dictionary.
Motherbys erklärtes Ziel war es, zu verbreiten, was die Alten gelehrt und was in der Neuzeit vervollkommnet wurde („propagating what the Ancients taught and the moderns improved“, S. III). Es ist das erste illustrierte Lexikon seiner Art (wenige sehr schlichte Holzschnitte enthielt nur das von John Quincy 1719 herausgegebene Lexicon Physico-medicum or, A New Physical Dictionary). Als erstes medizinisches Wörterbuch führt es (seit der 2. Auflage) das Lemma Placebo auf.
1790 war er offenbar bereits erkrankt und litt an Gedächtnisverlust, weshalb er die Redaktion der dritten Auflage schließlich Wallis in London übertrug, dem er versicherte: „the many alterations and improvements you have made, I acknowledge with great pleasure“. George Motherby starb am 30. Juli 1793 in Beverly (Yorkshire).

## Werke
- A New Medical Dictionary or Repository of Physic. Containing an Explanatory of the Terms and Description of the Various Particulars Relating to Anatomy, Physiology, Physic, Surgery, Materia Medica, Pharmacy, etc. etc. etc., J. Johnson, London 1775 (Web-Ressource)
- Dass., 2. Auflage, „Considerably Enlarged and Improved, and the whole carefully Corrected“, J. Johnson, J. Robinson, A. Hamilton, jun. und J. Murray, London 1785 (Web-Ressource)
- Dass., 3. Auflage, „Revised and Corrected, with Considerable Additions by George Wallis, Lecturer on the Theory and Practice of Physic, London“, 1791 (Web-Ressource)
- Dass., 4. Auflage, 1795 (Web-Ressource)